# Aleksandr Paladuta
Aleksandr Paladuta (ur. 2 grudnia 1989) – mołdawski wioślarz.

## Osiągnięcia
- Mistrzostwa Europy – Brześć 2009 – czwórka bez sternika – 11. miejsce[1].